# Sierra de Quinchilca
Sierra de Quinchilca är en bergskedja i Chile.   Den ligger i regionen Región de la Araucanía, i den södra delen av landet, 700 km söder om huvudstaden Santiago de Chile.
Sierra de Quinchilca sträcker sig 27,9 km i nord-sydlig riktning. Den högsta punkten är 1 606 meter över havet.
Topografiskt ingår följande toppar i Sierra de Quinchilca:
- Cerro Lungoico
- Cerro Pallahuinto

I omgivningarna runt Sierra de Quinchilca växer i huvudsak blandskog. Runt Sierra de Quinchilca är det glesbefolkat, med 11 invånare per kvadratkilometer.